# Tribunus militum
Tribunus militum of krijgstribuun was de titel van een stafofficier in een Romeins legioen.
Er waren zes tribuni per legioen: één tribunus laticlavius (met een brede purper band op zijn tunica) en vijf met de rang van tribunus angusticlavius (met een smalle purper band). Tijdens de bloeiperiode van de Romeinse Republiek bestond een consulair leger uit twee legioenen: wanneer de beide consuls hun leger samenstelden waren er dus in totaal 24 krijgstribunen nodig.
Oorspronkelijk benoemde de bevelhebber zelf zijn krijgstribunen, maar geleidelijk werd een steeds groter aantal van hen door het volk gekozen, tot ze, nog vóór de Tweede Punische Oorlog, alle 24 verkozen werden. Geleidelijk evolueerde deze functie van militaire opdracht naar een louter administratieve job, vooral begeerd door jonge, ambitieuze mannen die militaire ervaring wensten op te doen.